# Sabin Merino
Sabin Merino Zuloaga (Urduliz, 4 januari 1992) is een Spaans professioneel voetballer die doorgaans als aanvaller speelt. Hij stroomde in 2015 door vanuit de jeugdopleiding Athletic Bilbao.

## Carrière
Merino verruilde Danok Bat in 2011 voor Athletic Bilbao. Hij debuteerde een jaar later voor Bilbao Athletic. Op 6 augustus 2015 debuteerde hij in de hoofdmacht, in een Europa League-wedstrijd tegen FK Inter Bakoe. Ook speelde hij mee in de Supercopa de España tegen FC Barcelona. Dit werd de eerste prijs voor Merino.

## Clubstatistieken
| Seizoen | Club            | Competitie         | Competitie | Competitie | Beker | Beker | Internationaal | Internationaal | Totaal | Totaal |
| Seizoen | Club            | Competitie         | Wed.       | Dlp.       | Wed.  | Dlp.  | Wed.           | Dlp.           | Wed.   | Dlp.   |
| ------- | --------------- | ------------------ | ---------- | ---------- | ----- | ----- | -------------- | -------------- | ------ | ------ |
| 2011/12 | Bilbao Athletic | Segunda Division B | 1          | 0          | —     | —     | —              | —              | 1      | 0      |
| 2013/14 | Bilbao Athletic | Segunda Division B | 37         | 3          | —     | —     | —              | —              | 37     | 3      |
| 2014/15 | Bilbao Athletic | Segunda Division B | 42         | 18         | —     | —     | —              | —              | 42     | 18     |
| 2015/16 | Athletic Bilbao | Primera División   | 22         | 5          | 4     | 0     | 11             | 2              | 37     | 7      |
| 2016/17 | Athletic Bilbao | Primera División   | 13         | 1          | 1     | 0     | 5              | 0              | 19     | 1      |
| 2017/18 | Athletic Bilbao | Primera División   | 9          | 0          | 2     | 0     | 3              | 0              | 14     | 0      |

## Erelijst
| Supercopa de España | 1x | 2015 |

1 Simón ·
3 Vivian ·
4 Paredes ·
5 Álvarez ·
6 Vesga ·
7 Berenguer ·
8 Sancet ·
9 I. Williams ·
10 Muniain  ·
11 N. Williams ·
12 Guruzeta ·
13 Agirrezabala ·
14 D. García ·
15 Lekue ·
16 Ruiz de Galarreta ·
17 Berchiche ·
18 De Marcos ·
19 García de Albéniz ·
20 Villalibre ·
21 Herrera ·
22 R. García ·
23 Nolaskoain ·
24 Prados ·
29 Ares ·
30 Gómez ·
Coach: Valverde